# Liste der Baudenkmale in Oldenburg (Oldb) – Staustraße
In der Liste der Baudenkmale in Oldenburg (Oldb) – Staustraße stehen alle Baudenkmale der Staustraße in Oldenburg (Oldb). Der Stand der Liste ist das Jahr 2022.

## Allgemein
In den Spalten befinden sich folgende Informationen:
- Lage: die Adresse des Baudenkmales und die geographischen Koordinaten. Kartenansicht, um Koordinaten zu setzen. In der Kartenansicht sind Baudenkmale ohne Koordinaten mit einem roten Marker dargestellt und können in der Karte gesetzt werden. Baudenkmale ohne Bild sind mit einem blauen Marker gekennzeichnet, Baudenkmale mit Bild mit einem grünen Marker.
- Bezeichnung: Bezeichnung des Baudenkmales
- Beschreibung: die Beschreibung des Baudenkmales. Unter § 3 Abs. 2 NDSchG werden Einzeldenkmale und unter § 3 Abs. 3 NDSchG Gruppen baulicher Anlagen und deren Bestandteile ausgewiesen.
- ID: die Objekt-ID des Baudenkmales
- Bild: ein Bild des Baudenkmales, ggf. zusätzlich mit einem Link zu weiteren Fotos des Baudenkmals im Medienarchiv Wikimedia Commons. Wenn man auf das Kamerasymbol klickt, können Fotos zu Baudenkmalen aus dieser Liste hochgeladen werden:

Zurück zur Hauptliste
| Lage                                        | Bezeichnung          | Beschreibung | ID       | Bild |
| ------------------------------------------- | -------------------- | --- | -------- | ---- |
| Staustraße 1 53° 8′ 26″ N, 8° 12′ 53″ O     | Apotheke             | Eckhaus zur Achternstraße. Zweigeschossiger Putzbau von fünf Achsen unter Walmdach. Mittig Portal mit Freitreppe und Sandsteinrahmung, an dieser Ohren, Perlstab, Kyma und am Sturz Rankenrelief, darüber bekrönendes Gesims auf Konsolen und vergoldete Figur eines liegenden Hirsches. Links zur Achternstraße sechs Achsen, rückwärtig fünf Achsen, die östlichen drei in Fachwerk mit Backsteinausfachung, ganz im Osten Nebeneingang. Erbaut 1804, rückwärtiger Teil an der Nordseite wohl 1677 (laut Inschrift „Erbaut vor 1598“). | 37466421 |      |
| Staustraße 2 53° 8′ 26″ N, 8° 12′ 54″ O     | Wohn-/ Geschäftshaus | Dreigeschossiger Putzbau von drei Achsen unter Walmdach. Erdgeschoss mit modern verändertem Ladeneinbau. Putzgliederung: geschossteilende Gesimse, horizontale Fugen, Fensterrahmungen, im 1. OG mit Pilastern, Brüstungsfeldern (mittig Balusterbrüstung) und Ädikulen, im 2. OG Pilaster, Kranzgesims mit Palmettenfries und Konsolfries. Erbaut 1884. | 37466444 | BW   |
| Staustraße 3 / 4 53° 8′ 26″ N, 8° 12′ 54″ O | Wohn-/ Geschäftshaus | Zweieinhalbgeschossiger Putzbau von vier Achsen mit Drempel unter Walmdach. Linke Achse breiter. Im Erdgeschoss modern veränderter Ladeneinbau und rechts Eingang. Putzgliederung: geschossteilende Gesimse, Fensterrahmungen, im Obergeschoss Pilaster, im Drempel als deren Fortsetzung Lisenen, Traufgesims mit Konsolfries. Erbaut 1873 (Nr. 4) und 1878 (Nr. 3, Häuser zusammengefasst), Architekt: Johann Wempe. | 37467787 | BW   |
| Staustraße 5 53° 8′ 26″ N, 8° 12′ 55″ O     | Wohn-/ Geschäftshaus | Dreigeschossiger traufständiger Putzbau von drei Achsen unter Mansarddach. Im Erdgeschoss Ladeneinbau und rechts Eingang. Mittig zweigeschossiger polyoginaler Standerker, darüber geschweifter Zwerchgiebel. Zwei moderne oder modern erneuerte Schleppgaupen. Putzgliederung: im Erdgeschoss Quaderung, Brüstungsgesimse, Fensterrahmungen, Traufgesims. Erbaut 1908, Architekt: August Töbelmann. | 37467810 | BW   |
| Staustraße 6 53° 8′ 26″ N, 8° 12′ 55″ O     | Wohn-/ Geschäftshaus | Giebelständiger zweigeschossiger Putzbau von vier Achsen unter Schopfwalmdach. Blendfassade mit niedrigerem dritten Geschoss und horizontalem Abschluss. Erdgeschoss mit modern verändertem Ladeneinbau. Putzgliederung: Brüstungsgesimse, Fensterrahmungen, Abschlussgesims. Erbaut 1898. | 37467832 | BW   |
| Staustraße 7 53° 8′ 25″ N, 8° 12′ 56″ O     | Wohn-/ Geschäftshaus | Traufständiger zweigeschossiger Putzbau von fünf Achsen unter Mansarddach. Im Erdgeschoss modern veränderter Ladeneinbau. Drei modern veränderte Gaupen. Putzgliederung: geschossteilendes Gesims, horizontale Fugen, Fensterrahmungen und Brüstungsfelder, in der Mittelachse Balusterbrüstung auf Konsolen, Pilaster und Ädikula. Erbaut 1801, Fassade von 1883. | 37467854 | BW   |
| Staustraße 9 53° 8′ 25″ N, 8° 12′ 56″ O     | Wohn-/ Geschäftshaus | Dreigeschossiger Backsteinbau von zwei Achsen unter Mansardwalmdach. Erdgeschoss mit modern verändertem Ladeneinbau. Putzgliederung: geschossteilende Gesimse, horizontale Bänder, Fensterrahmungen, im 1. OG Ädikulen, Traufgesims mit Konsolfries. Erbaut 1898. | 37467898 | BW   |
| Staustraße 11 53° 8′ 25″ N, 8° 12′ 57″ O    | Wohn-/ Geschäftshaus | Dreigeschossiger Backsteinbau von drei Achsen unter Mansardwalmdach. Erdgeschoss mit modern verändertem Ladeneinbau und Eingang rechts. Putzgliederung: Brüstungsgesimse, horizontale Bänder, Fensterrahmungen, im 1. OG Ädikulen, Traufgesims mit Konsolfries. Erbaut 1897, Architekt: Brandes, Umbauten 1958 und 1987. | 37467942 | BW   |
| Staustraße 14 53° 8′ 25″ N, 8° 12′ 58″ O    | Wohn-/ Geschäftshaus | Dreigeschossiger Putzbau von vier Achsen unter Walmdach. Erdgeschoss mit modern verändertem Ladeneinbau. Putzgliederung: geschossteilende Gesimse, horizontale Fugen, Fensterrahmungen, im 1. OG Ädikulen und Balusterbrüstungen, im 2. Obergeschoss mittig Pilaster und Gebälk, Traufgesims. Erbaut 1893, Umbauten 1923, 1962 und 1964. | 37468008 | BW   |
| Staustraße 15 53° 8′ 25″ N, 8° 12′ 59″ O    | Wohn-/ Geschäftshaus | Eckhaus zur Staulinie, verbunden mit dem Haus Staulinie 21. Traufständiger dreigeschossiger Putzbau unter Mansarddach. Links zur Staustraße geknickte Fassade, im linken Teil fünf Achsen, im rechten zwei und rechts blinder Wandstreifen. Abgeschrägte Ecke von einer Achse. Rechts zur Staulinie ohne das Haus Staulinie 21 drei Achsen, die linke breiter. Im Erdgeschoss modern veränderte Ladeneinbauten. An der Ecke Giebelgaupe, die übrigen an den Längsseiten modern oder modern verändert. Putzgliederung: in den Obergeschossen Quaderung, geschossteilende Gesimse, Fensterrahmungen, im 2. OG Brüstungsfelder, Traufgesims mit Zahnschnitt. Erbaut 1899. | 37468030 | BW   |
| Staustraße 17 53° 8′ 24″ N, 8° 12′ 59″ O    | Wohn-/ Geschäftshaus | Dreigeschossiger Ziegelbau von drei Achsen unter Mansardwalmdach. Erdgeschoss mit modern verändertem Ladeneinbau. Linke Achse mit zweigeschossigem Erker, mit zusätzlichem Geschoss als Turm gestaltet, Abschluss mit Schweifgiebel unter Schweifhaube mit Laterne. Fenster im 1. Obergeschoss und am Erker rundbogig. Gaupe mit Schweifhaube. Putzgliederung: Gesims über dem Erdgeschoss, Brüstungsgesimse, Fensterrahmungen, Kantenlisenen, Traufgesims, am Turmgeschoss des Erkers Kantenpilaster und bekrönende Kartusche. Erbaut 1898–1899, Architekt: Carl Friedrich Spieske.                                                                                   | 37468074 | BW   |
| Staustraße 18 53° 8′ 25″ N, 8° 12′ 59″ O    | Wohn-/ Geschäftshaus | Dreigeschossiger Putzbau von vier Achsen unter Walmdach. An den Kanten polygonale zweigeschossige Erker. Moderne Schleppgaupe. Putzgliederung: Blütenfries und Gesims über dem Erdgeschoss, im 1. Obergeschoss Brüstungsgesims, Fensterrahmungen, Brüstungsfelder mit Friesen aus Blüten in Kreisen umschrieben von quadratischen Feldern, unter der Traufe Fries aus Ranken in Spitzbögen umschrieben von quadratischen Feldern. Erbaut 1866. | 37468096 | BW   |
| Staustraße 19 53° 8′ 25″ N, 8° 12′ 58″ O    | Wohn-/ Geschäftshaus | Traufständiger dreigeschossiger Ziegelbau von vier Achsen unter Mansarddach. Erdgeschoss mit modern verändertem Ladeneinbau. Mittig Zwerchgiebel mit Voluten und rechts moderne Schleppgaupe. Fenster im 2. Obergeschoss segmentbogig. Putzgliederung: geschossteilende Gesimse, Fensterrahmungen, im 2. Obergeschoss Brüstungsfelder, Traufgesims mit Konsolfries. Erbaut 1899. | 37468118 | BW   |
| Staustraße 20 53° 8′ 25″ N, 8° 12′ 58″ O    | Wohn-/ Geschäftshaus | Traufständiger dreigeschossiger Ziegelbau von vier Achsen unter Mansarddach. Im Erdgeschoss modern veränderter Ladeneinbau. Moderne Schleppgaupe. Fenster im 2. Obergeschoss segmentbogig. Putzgliederung: geschossteilende Gesimse, Brüstungsgesimse, Fensterrahmungen, im 2. Obergeschoss Balusterbrüstungen, mittig in den Obergeschossen gerahmte Wandfelder, im 2. Obergeschoss rundbogig und mit Giebel, Traufgesims mit Konsolfries. Erbaut 1899. | 37468140 | BW   |
| Staustraße 21 53° 8′ 25″ N, 8° 12′ 57″ O    | Wohn-/ Geschäftshaus | Giebelständiger zweigeschossiger Putzbau von vier Achsen mit Schweifgiebel unter Satteldach. Im Erdgeschoss modern veränderter Ladeneinbau. Putzgliederung: geschossteilende Gesimse, horizontale Fugen, Fensterrahmungen, Brüstungsfelder mit Rankenreliefs, im Giebel Pilaster, mittig und am Auszug kanneliert. Erbaut 1882–1883, Architekt: D. Meinen. | 37468162 | BW   |